# Медзокорона
Медзокоро̀на (на италиански: Mezzocorona, на местен диалект: Mezacoròna, Медзакорона) е градче и община в Северна Италия, автономна провинция Тренто, автономен регион Трентино-Южен Тирол. Разположено е на 219 m надморска височина. Населението на общината е 5277 души (към 2013 г.).